# Serrivomer
Serrivomer – rodzaj ryb promieniopłetwych z rodziny Serrivomeridae.

## Rozmieszczenie geograficzne
Do rodzaju należą gatunki występujące w wodach Oceanu Atlantyckiego, Oceanu Indyjskiego i Oceanu Spokojnego.

## Morfologia
Długość ciała do 78 cm.

## Systematyka
Rodzaj zdefiniowała w 1883 roku para amerykańskich zoologów, Theodore Nicholas Gill i John Adam Ryder, w artykule poświęconym diagnozie nowych rodzajów ryb z rodziny nitkodziobcowatych, opublikowanym w czasopiśmie Proceedings of the United States National Museum. Gatunkiem typowym jest (oznaczenie monotypowe) S. beanii.

### Etymologia
- Serrivomer: łac. serra ‘piła’; vomer ‘lemiesz’ (w ichtiologii kość tworząca przednią część podniebienia)[8].
- Spinivomer: łac. spina ‘cierń’[9]; vomer ‘lemiesz’ (w ichtiologii kość tworząca przednią część podniebienia)[8][10]. Gatunek typowy (oznaczenie monotypowe): Spinivomer goodei Gill & Ryder, 1883 (= Serrivomer beanii Gill & Ryder, 1883).
- Alcockidia: Alfred William Alcock (1859–1933), brytyjski przyrodnik; łac. przyrostek zdrabniający -idius-a-um[11]. Gatunek typowy (oznaczenie monotypowe): Gavialiceps microps Alcock, 1889.
- Platuronides: gr. πλατυς platus ‘szeroki’; ουρα oura ‘ogon’; -οιδης -oidēs ‘przypominający’[4]. Gatunek typowy (oznaczenie monotypowe): Platuronides danae Roule & Bertin, 1924 (= Serrivomer beanii Gill & Ryder, 1883).
- Paraserrivomer: gr. παρα para ‘blisko,  obok’[12]; rodzaj Serrivomer Gill & Ryder, 1883. Gatunek typowy (oznaczenie monotypowe): Gavialiceps hasta Zugmayer, 1911 (= ?Serrivomer beanii Gill & Ryder, 1883).

### Podział systematyczny
Do rodzaju należą następujące gatunki:
- Serrivomer beanii Gill & Ryder, 1883
- Serrivomer bertini Bauchot, 1959
- Serrivomer garmani Bertin, 1944
- Serrivomer jesperseni Bauchot, 1953
- Serrivomer lanceolatoides (Schmidt, 1916)
- Serrivomer neocaledoniensis Bauchot, 1959
- Serrivomer samoensis Bauchot, 1959
- Serrivomer schmidti Bauchot, 1953
- Serrivomer sector Garman, 1899